# بيتر هانكوك
بيتر هانكوك (بالإنجليزية: Peter Hancock)‏ هو رائد أعمال بريطاني، ولد في القرن العشرين.